# Teterboro
Teterboro est un borough situé dans le comté de Bergen, dans l’État du New Jersey, aux États-Unis.  Sa population s’élevait à 67 habitants lors du recensement de 2010, estimée à 69 habitants en 2016, ce qui en fait la quatrième plus petite localité de l’État. Teterboro est surtout connue pour l’aéroport de Teterboro, géré par la Port Authority of New York and New Jersey.

## Sources et références
- (en) Cet article est partiellement ou en totalité issu de l’article de Wikipédia en anglais intitulé « Teterboro, New Jersey » (voir la liste des auteurs).